# Уикипедия на тагалог
Уикипедия на тагалог (на тагалог: Wikipediang Tagalog) е изданието на Уикипедия на тагалог, което стартира на 1 декември 2003 г. Има 48 292 статии и е 101-вата по големина Уикипедия според броя на статиите към септември 2022 г.

## История
Уикипедия на тагалог стартира на 1 декември 2003 г.  като първата Уикипедия на местен език на Филипините.
Към 3 февруари 2011 г. има повече от 50 000 статии. Bantayan, Cebu става 10 000-та статия на 20 октомври 2007 г., а Pasko sa Pilipinas (Коледа във Филипините) става 15 000-та статия на 24 декември 2007 г. Локализацията на софтуерни съобщения чрез Betawiki (или translatewiki.net) приключва на 6 февруари 2009 г.
През 2011 г. Уикипедия на тагалог става част от изследователския проект за стипендии WikiHistories на Фондация Уикимедия. Проектът се опитва да улови триумфите, провалите и ежедневните борби на редакторите, които работят, за да превърнат мечтата за глобално споделено знание в реалност.

### Статистика
- 11 март 2008 г.: Pandaka pygmaea  (Pandaka pygmaea) – 16 000-та статия[6]
- 30 юни 2008 г.: Silindro (Устна хармоника) – 17 000-та статия[7]
- 5 август 2008 г.: Unang Aklat ng mga Macabeo (Първа книга Макавейска) – 18 000-та статия[8]
- 2 октомври 2008 г.: Heriyatriko (Гериатрия) – 19 000-на статия[9]
- 1 ноември 2008 г.: Anak ng Tao (Син човешки) – 20 000-та статия[10]
- 22 март 2010 г.: Sky Girls – 25 000-та статия[11]
- 20 юли 2010 г.: Charlottenburg-Wilmersdorf (Шарлотенбург-Вилмерсдорф) – 30 000-на статия[12]
- 25 октомври 2010 г.: 1714 Sy – 40 000-на статия[13]
- 9 ноември 2010 г.: Ekonometriks (Иконометрия) – 45 000-та статия[14]
- 15 януари 2011 г.: Yu-Gi-Oh! Zexal – 50 000-на статия[15]
- 4 февруари 2013 г.: Lalaking Vitruvio (Витрувиански човек) - 60 000-на статия[16]

Поради масовото изтриване на много кратки статии, към юли 2021 г. общият брой на статиите е под 50 000.